# Tocuyito
Tocuyito ist eine Stadt südlich von Valencia im Bundesstaat Carabobo im Norden Venezuelas. Sie ist der Hauptstadt des Bezirks (Municipio) Libertador. 
Durch die Stadt verlaufen Autobahnen, die Valencia mit den Llanos und mit Barquisimeto verbinden. Das Gefängnis von Tocuyito befindet sich in der Nähe. 

## Geschichte
Die Stadt wurde 1547 von Juan de Villegas gegründet.
Nicht weit von Tocuyito fand 1821 die Schlacht von Carabobo statt, die sehr wichtig für die Unabhängigkeit Venezuelas war.
Präsident Antonio Guzmán Blanco erklärte Tocuyito zur Hauptstadt des Bundesstaates Carabobo 1881, aber das damalige Dorf blieb Hauptstadt für nur fünf Monate. Am 14. September 1899 wurden dort die Truppen der Regierung von Ignacio Andrade durch die Kräfte der Revolución Liberal Restauradora unter Leitung von Cipriano Castro besiegt.

## Verkehr
Die Autobahn Autopista Regional del Centro zwischen Valencia und Campo Carabobo ist die wichtigste Verbindung zwischen Tocuyito und andere Regionen. Es gibt auch die sogenannte carretera vieja zwischen Guasima und Valencia.

## Söhne und Töchter der Stadt
- Carlos Figueredo (1909–1986), Pianist und Komponist